# Bōken! Iczer 3
Bōken!  Iczer 3 (冒険!イクサー3?, Bōken! Ikusā 3), anche conosciuto come Iczer Reborn è una serie di sei OAV fantascientifici prodotti fra il 1990 ed il 1991 dalla Anime International Company, sequel di Tatakae! Iczer-1.

## Trama
Nagisa (una discendente del personaggio omonimo protagonista di Tatakae! Iczer-1) lavora come ragazza delle consegne, ed un giorno mentre si trova a svolgere il proprio lavoro insieme ad una ragazza di nome Kawai, viene attaccata da una misteriosa razza aliena chiamata Fiber. Le due vengono salvate da Iczer-3, inviato sulla Terra in sostituzione di Iczer-1 ormai inservibile. Iczer-3 è l'unica e l'ultima speranza per l'umanità minacciata dagli alieni Fiber.